# Hyban Draco
Hyban Draco es un grupo musical de Black/Death metal español fundado por Hyban Sparda en 2004. Editó su primer single en 2007.

## Historia
En 2004 Hyban Sparda fundo Hyban Draco con el objetivo de grabar los temas que compuso. Al principio trabajó solo a la espera de conocer buenos músicos llegando a grabar algunas grabaciones no-oficiales. La primera formación fue Hyban Sparda (Voces y guitarra), Cristhobal (Guitarra), Oby Mictian (Bajo). Usaron durante mucho tiempo batería programada esperando la incorporación de un buen batería.
Esta formación editó en 2007 las demos "A Prophecy of Insane" y "Infernal Glory" las cuales fueron distribuidas internacionalmente. Esto y sus conciertos despertaron el interés de muchas personas y resultó fácil encontrar un buen batería. Vincent se incorporó al grupo en 2008 y el grupo dispuso por primera vez de una formación completa sin programación alguna.
"A Prophecy of Insane" había sido muy bien recibido por medios destacados y se convirtió en el primer producto oficial del grupo. Gracias a las buenas críticas el grupo consiguió su primer contrato discográfico el cual permitiría grabar su CD debut en 2010.
Al grabar el CD "Frozen Whispers" hubo cambios de formación otra vez. Mike se convirtió en el nuevo baterista después que el grupo tuviera problemas con Vincent y Oby Mictian dejó el grupo por motivos personales pese haber grabado en el disco. Logan, miembro también de Noctisdark junto a Hyban Sparda y la difunta banda Ignis Aeterny, se convirtió en el nuevo bajista. El "Frozen Whispers" era una recopilación de todas las demos y canciones no oficiales que Hyban Sparda compuso en su juventud.
En 2011 Hyban Draco sorprendió sacando otro nuevo CD, el Dead are not silent el cual es el mejor producto del grupo hasta el momento, el CD conserva la oscuriodad de los primeros trabajos de Hyban Draco, pero añade un trabajo más técnico, con sonido actualizado y más secciones por canción. Dead are not silent recibió muy buenas críticas internacionales y la banda consiguió una gira en Inglaterra de presentación del CD.
Hyban Draco continuó trabajando en 2012 sacando "Where all illusions Die", un CD con menos solos que el trabajo anterior pero más agresivo y técnico rítmicamente.

## Discografía
- A Prophecy of Insane, demo 2007

```
  1. A Prophecy Of Insane
  2. The Sound Of Ancestral Demons
  3. When We Die
```

- Infernal Glory, demo 2007

```
  1. Infernal Glory
  2. Victoris Betrayal
  3. God of Darkness
```

- Frozen Whispers, CD unofficial demos compilation 2010

```
  1. Frozen Sky
  2. A Prophecy of Insane
  3. Storm of Red Blood
  4. Through Thunder They Will Come
  5. When We Die
  6. The Sound of Ancestral Demons
  7. Lost Honour
  8. Horizon Shadows
  9. Infernal
 10. The Requiem
```

- Dead are not silent, CD 2011

```
  1. Angel's Nightmare
  2. The star taht light's the lake
  3. Victoris betrayal
  4. Moon's Crust
  5. Infernal Glory
  6. The soul that wonders around the universe
  7. Supernatural Invocation
  8. Dead are not silent
  9. God of darkness
 10. Spirit Lost Shade
```

- Where all illusions Die, CD 2012

```
  1. Saturn Borders
  2. Where all illusions Die
  3. Hark at the wind
  4. Weird Terrain
  5. Solar Storms
  6. Frost by Blood
  7. Endless light's of...
  8. Eleven heads supplication
  9. Ancient world
 10. Lunatic Borders
```

## Miembros
- Hyban Sparda (voz y guitarra)[2]
- Cristhobal (guitarra y coros)
- Logan (bajo)
- Mike (batería)

## Miembros antiguos
- Oby Mictian (bajo)
- Vincent (batería)